# Nasser Al-Dawsari
Nasser Essa Shafi Al-Shardan Al-Dawsari ( em árabe: ناصر عيسى الدوسري  ; Riyadh - 19 de dezembro de 1998) é um futebolista saudita que atua como meio- campista .

## Carreira
Em 23 de novembro de 2021, marcou o gol mais rápido de todos os tempos na Liga dos Campeões da AFC, após apenas 16 segundos, levando seu time à vitória por 2 a 0 sobre o Pohang Steelers para garantir um quarto título continental recorde para o Al Hilal.
Foi um dos selecionáveis para a Copa do Mundo FIFA de 2022, estreou na derrota para a Polônia por 2 a 0, arbitrado por Wilton Sampaio.

## Títulos
Al-Hilal
- Campeonato Saudita: 2017–18, 2019–20, 2020–21, 2021–22 e 2023–24
- Copa do Rei: 2019–20, 2022–23 e 2023–24
- Supercopa da Arábia Saudita: 2018, 2021, 2023 e 2024
- Liga dos Campeões da AFC: 2019 e 2021

### Recordes
- Gol Mais Rápido da Final da Liga dos Campeões da AFC: 2021 (16 segundos contra o Pohang Steelers)